# Nyamagezi
Nyamagezi är ett periodiskt vattendrag i Burundi.   Det ligger i provinsen Gitega, i den centrala delen av landet, 60 km sydost om huvudstaden Bujumbura.
Omgivningarna runt Nyamagezi är huvudsakligen savann. Runt Nyamagezi är det ganska tätbefolkat, med 192 invånare per kvadratkilometer.